# Energetyka
| Ropa naftowa | Hydroenergetyka  |                                                         |
| Węgiel       | Energia jądrowa  | Inne odnawialne: biopaliwa, energia geotermiczna i inne |
| Gaz ziemny   | Energia wiatrowa | Energia słoneczna                                       |

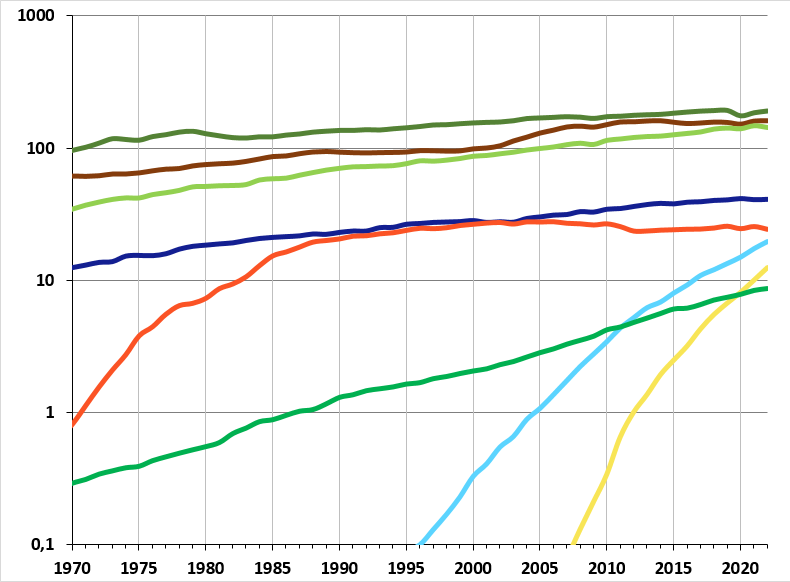
Energia uzyskana z różnych źródeł na świecie od roku 1970, w EJ (przedstawione w skali logarytmicznej).

Energetyka – dział nauki i techniki, a także gałąź przemysłu, która zajmuje się przetwarzaniem dostępnych form energii na postać łatwą do wykorzystania przy zasilaniu wszelkich procesów przemysłowych, a także napędzaniu maszyn i urządzeń używanych w życiu codziennym.
W praktyce, energetyka obejmuje dostarczanie energii w dwóch postaciach:
- energii elektrycznej – dostarczanej do odbiorcy przewodami elektrycznymi, produkowanej za pomocą turbin i prądnic napędzanych rozmaitymi źródłami energii,
- energii cieplnej – dostarczanej odbiorcy za pośrednictwem transportującego ciepło nośnika, w szczególności może nim być para wodna pod dużym ciśnieniem, ogrzana woda lub inne płyny. Do ogrzewania tych nośników stosuje się rozmaite źródła energii.

Przemysł energetyczny składa się z dwóch części:
- elektrowni, ciepłowni i elektrociepłowni, czyli fabryk, w których energię pierwotną przetwarza się na jej użyteczną postać;
- energetycznych sieci przesyłowych, czyli systemu urządzeń umożliwiającego przesyłanie energii do odbiorcy.

Energetyka należy do sektorów gospodarki o najbardziej szkodliwym wpływie na środowisko naturalne i zdrowie. Na poziomie Unii Europejskiej podejmuje się skoordynowane działania na rzecz ograniczenia tego szkodliwego wpływu poprzez integrację polityki energetycznej z polityką ekologiczną.